# Månfrörankor
Månfrörankor (Menispermum) är ett släkte av tvåhjärtbladiga växter. Enligt Catalogue of Life ingår Månfrörankor i familjen Menispermaceae, men enligt Dyntaxa är tillhörigheten istället familjen Menispermaceae.
Kladogram enligt Catalogue of Life och Dyntaxa:
| Månfrörankor | \| \| amerikansk månfröranka \| \| \| \| \| \| asiatisk månfröranka \| \| \| \| |
|              | \| \| amerikansk månfröranka \| \| \| \| \| \| asiatisk månfröranka \| \| \| \| |
|              | amerikansk månfröranka                                                          |
|              |                                                                                 |
|              | asiatisk månfröranka                                                            |
|              |                                                                                 |

## Bildgalleri

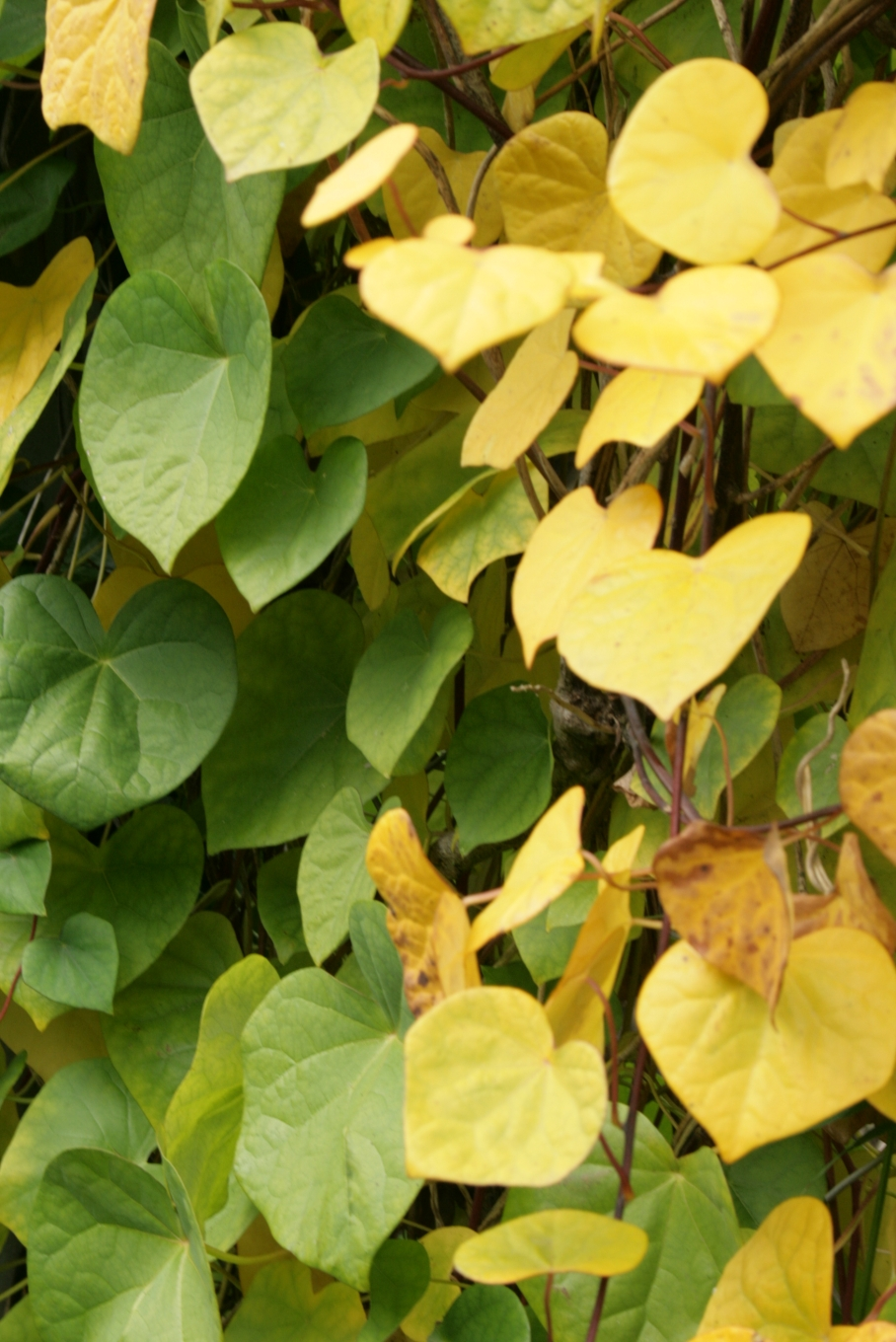
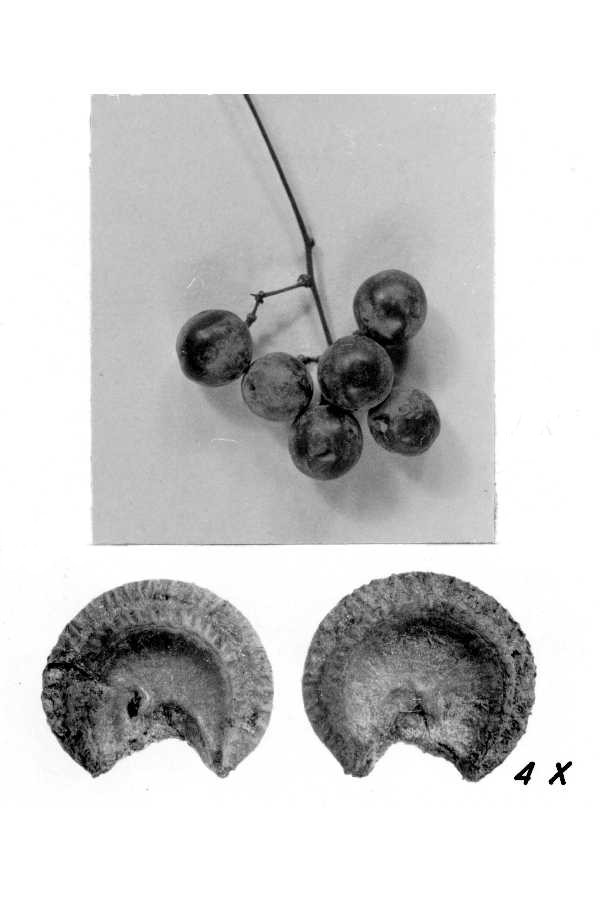
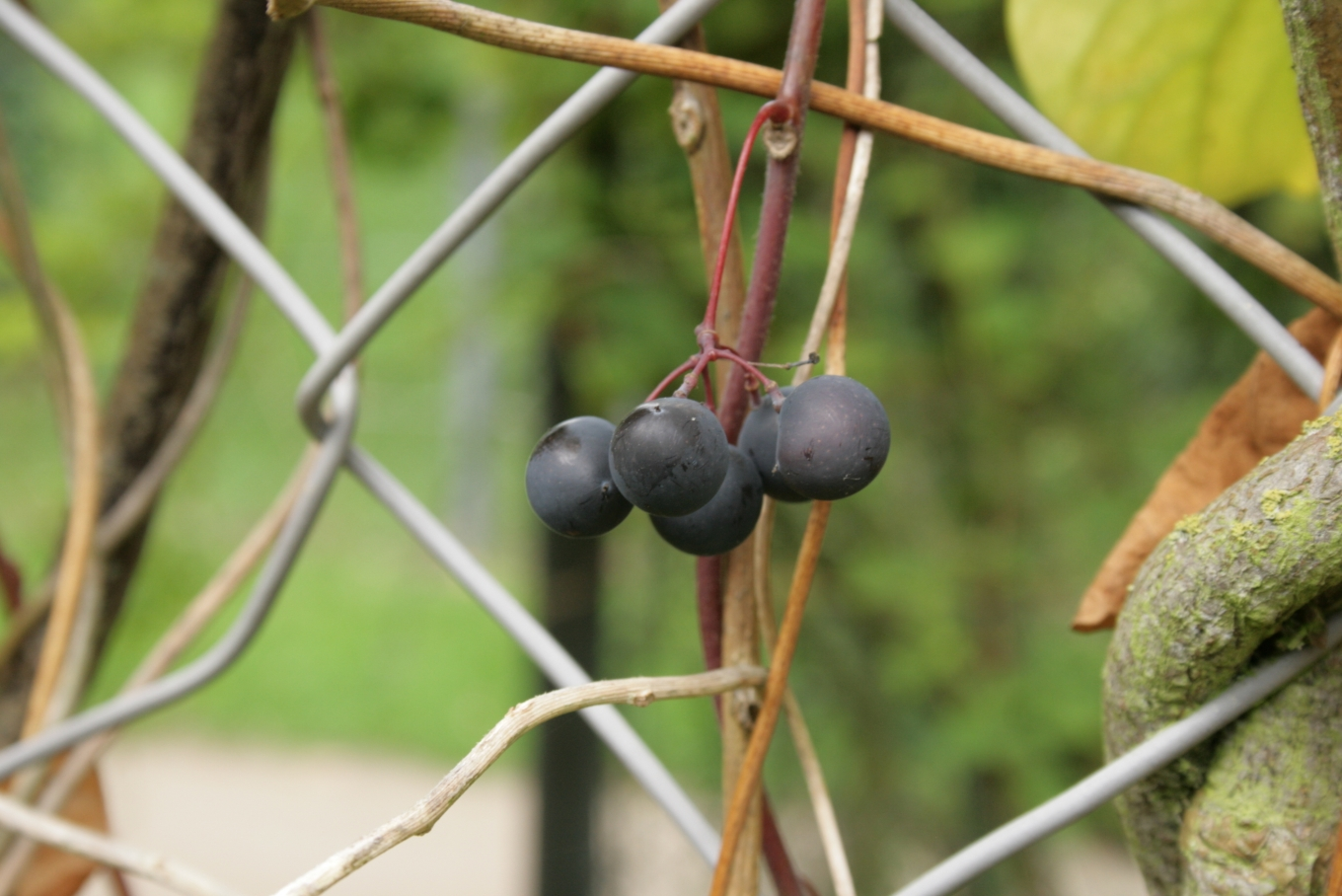